# Neo Zone: The Final Round
Neo Zone: The Final Round (También conocido como NCT No. 127 Neo Zone: The Final Round) es la reedición del álbum Neo Zone y la segunda reedición de NCT 127 (siendo la primera Regulate). El álbum hizo que el grupo estuviera por sexta vez en el puesto uno en la lista de álbumes de Gaon, y acumuló un total de 1.2 millones de copias vendidas.
El sencillo principal de álbum "Punch" sería lanzado el 19 de mayo de 2020, y el grupo la interpretaría en programas de música coreanos, logrando obtener cuatro premios para el sencillo.

## Antecedentes y lanzamiento
Tras el éxito comercial de 'Neo Zone en marzo de 2020, SM Entertainment anunció el 7 de abril que una versión reeditada del álbum, titulada NCT #127 Neo Zone: The Final Round, se lanzaría en algún momento de mayo de 2020. La fecha de lanzamiento se confirmó más tarde para el 19 de mayo de 2020, con cuatro nuevas canciones, incluido el tercer sencillo, titulado "Punch". Las primeras imágenes teaser de la reedición del álbum, contiene un cronograma de lanzamiento similar al del lanzamiento de Neo Zone, y fueron reveladas en la cuenta oficial de Twitter de NCT 127. Un avance del video musical de 22 segundos de "Punch" se lanzaría en el canal de YouTube de SMTown el 17 de mayo de 2020, tres días antes de su estreno oficial. El álbum finalmente se lanzó en todos los formatos el 19 de mayo, mientras que el lanzamiento físico en Estados Unidos estaba previsto para el 12 de junio de 2020. El álbum está disponible en dos versiones: un CD-R con las diecisiete canciones, un folleto de fotos y artículos coleccionables según la portada del pack. Al igual que su lanzamiento anterior, las tres nuevas canciones de The Final Round también se subieron al canal oficial de YouTube del grupo.

## Lista de canciones
| Neo Zone |                             | | |          |  |
| N.º      | Título                      | Letras | Música                                                                                                | Duración |  |
| 1.       | «Punch»                     | Kenzie | Kenzie, Dem Jointz y Keynon "KC" Moore (3Sixty)                                                       | 3:24     |  |
| 2.       | «Non Stop»                  | Kenzie | Kenzie, LDN Noise y Adrian McKinnon                                                                   | 3:24     |  |
| 3.       | «Prelude (서곡 / 序曲)»     | | Deez, Dem Jointz y Yoo Young-jin                                                                      | 1:45     |  |
| 4.       | «Kick It (영웅 / 英雄)»     | Wutan, Rick Bridges y danke (lalala Studio) | Dem Jointz, Mayila Jones, Rodnae "Chikk" Bell, Deez, Ryan S. Jhun y Yoo Young-jin                     | 3:53     |  |
| 5.       | «Boom (꿈)»                 | Seo Ji-eum | Kevin White (Rice N' Peas), Mike Woods (Rice N' Peas), Andrew Bazzi (Rice N' Peas) y MZMC             | 3:29     |  |
| 6.       | «Pandora's Box (낮잠)»      | JQ (Makeumine Works), Hyeon Ji-won (Makeumine Works), Kim Hye-ji (Makeumine Works), Taeyong, Mark y Johnny | Erik Lidbom                                                                                           | 4:09     |  |
| 7.       | «Day Dream (白日夢)»        | Hwang Yoo-bin | Ian Jeffrey Thomas (Nopromo Co), Hannah Wilson, Ariowa Irosogie y Andrew Beckner (Nopromo Co)         | 3:25     |  |
| 8.       | «Make Your Day (너의 하루)» | Seo Ji-eum | Andrew Choi (ADC Music) y minGtion (ADC Music)                                                        | 3:35     |  |
| 9.       | «Interlude: Neo Zone»       | | Squar (Blur)                                                                                          | 1:39     |  |
| 10.      | «Mad Dog (뿔)»              | Kim Boo-min, Taeyong y Mark | Hitchhiker, Charles "Chizzy" Stephens III, John Fulford III y Christopher Newland                     | 3:03     |  |
| 11.      | «Sit Down!»                 | Hwang Yoo-bin y Tommy Strate | Harvey Mason Jr., Dewain Whitmore, Patrick "J. Que" Smith y Britt Burton                              | 3:20     |  |
| 12.      | «Love Me Now (메아리)»      | Le'mon (Joombas) y Rick Bridges | Mike Daley, Mitchell Owens, Deez y Willbart "Vedo" McCoy III                                          | 4:08     |  |
| 13.      | «Love Song (우산)»          | Seo Ji-eum, Taeyong, Mark y Johnny | The Stereotypes, Deez y Bianca Aterberry                                                              | 3:35     |  |
| 14.      | «White Night (백야)»        | Ji Yu-ri, JQ (Makeumine Works) y Kim Hye-jung (Makeumine Works) | Kenzie, Mason Jr., Randolph, Dewain Whitmore, Ester Na (The Wildcardz) y Sadie Currey (The Wildcardz) | 4:03     |  |
| 15.      | «Not Alone»                 | Jo Yoon-kyung | Nicki Adamsson, Michael Matosic y Michelle Elaine Buzz                                                | 3:45     |  |
| 16.      | «Dreams Come True»          | Kim Woo-jung, Lee Chang-hyuk, Jeon Ji-eun (January 8th (lalala Studio)), Hwang Seon-jeong (January 8th (lalala Studio)), Kim Jeong-mi (January 8th (lalala Studio)), Min Yeon-jae (lalala Studio) y Lee Hyo-jae (lalala Studio) | LDN Noise, Deez y Bobii Lewis                                                                         | 3:45     |  |
| 17.      | «Elevator (127F)»           | Cheon Song-yi (Joombas) | Sylvester "Sly" Willy Sivertsen, Max "Wolfgang" McElligott y Shae Jacobs                              | 3:29     |  |
| 57:55    |                             | | |          |  |